# Гарахский сельсовет
Гарахский сельсовет  — административно-территориальная единица и муниципальное образование со статусом сельского поселения в Магарамкентском районе Дагестана Российской Федерации.
Административный центр — село Гарах.

## Население
| 2002 | 2010 | 2012 | 2013 | 2014 | 2015 | 2016 |
| ---- | ---- | ---- | ---- | ---- | ---- | ---- |
| 619  | ↘514 | ↘495 | ↘492 | ↘470 | ↘462 | ↗466 |
| 2017 | 2018 | 2019 | 2020 | 2021 | 2023 | 2024 |
| ↘463 | ↘457 | ↗470 | ↘461 | ↗514 | ↘502 | ↗510 |
| 2025 |      |      |      |      |      |      |
| →510 |      |      |      |      |      |      |

## Состав
| № | Населённый пункт | Тип населённого пункта       | Население |
| - | ---------------- | ---------------------------- | --------- |
| 1 | Гарах            | село, административный центр | ↗397      |
| 2 | Мака-Казмаляр    | село                         | ↘117      |